# Pebanista
Pebanista je rod vyhynulého říčního delfína, který žil ve sladkovodním prostředí v období miocénu na území dnešní Jižní Ameriky. Typový druh dostal jméno Pebanista yacuruna.

## Okolnosti nálezu a jméno
Pozůstaky druhu Pebanista yacuruna, MUSM 4017, byly objeveny v roce 2018 v souvrství Pebas podél řeky Napo v regionu Loreto v Peru. Jednalo se o samostatnou lebku dospělého jedince. Kromě těchto ostatků vědci evidují ještě samostatný nález fragmenu rostra (MUSM 3593) a nález bulla tympanica předtím neurčeného druhu čeledi Platanistidae (MUSM 4759).
Rodové jméno odkazuje na geologický původ (souvrství Pebas) a rod říčních delfínů Platanista. Druhové jméno yacuruna pochází z kečuánštiny a odkazuje na mytické vodní stvoření peruánské Amazonie.

## Popis
Na základě bizygomatické šířky byla odhadnuta velikost typového druhu MUSM 4017 na 280 cm. Bizygomatická šířka jedince MUSM 3593 (odhadnutá porovnáním s lebkou typového druhu) ukazuje na velikost jedince o délce 347 cm. Tyto velikosti jsou ale pravděpodobně podhodnocené a velikost 280-347 cm by tak označovala minimální velikost jedince. Tyto rozměry z druhu činí vůbec největšího známého zástupce říčních delfínů.